# Felsinschrift von Schischeh
Die Felsinschrift von Schischeh (Šišeh) wurde in urartäischer Keilschrift in 1970 m Höhe in den Felsen des Berges oberhalb des Dorfes Schischeh im Ost-Aserbaidschan, 40 km nordöstlich von Ahar eingemeißelt. Sie stammt von dem urartäischen König Argišti Rusaḫini. Der Text ähnelt stark den Inschriften vom Berg Zagaln und von Nascht-e ban.
Argišti berichtet, dass er durch die Gnade dḪaldis auf dem Feldzug gegen [...]ú-e die Feindesländer von Ušu[...], [...] und [...]nni und schließlich die Stadt [...] unterwarf. Darauf folgen schlecht erhaltene Zahlenangaben, die vermutlich zu einer Aufzählung der Beute oder der Gefangenen gehören. Argišti berichtet ferner vom Bau einer Festung, deren Name nicht erhalten ist, „um die Macht Biainilis zu vermehren und die Fremdländer zu unterwerfen.“
Darauf folgt die übliche Verfluchung desjenigen, der diese Inschrift zerstört oder den Namen Argištis auslöscht. Angerufen werden Haldi, der Wettergott dIM und der Sonnengott.